# Maastricht

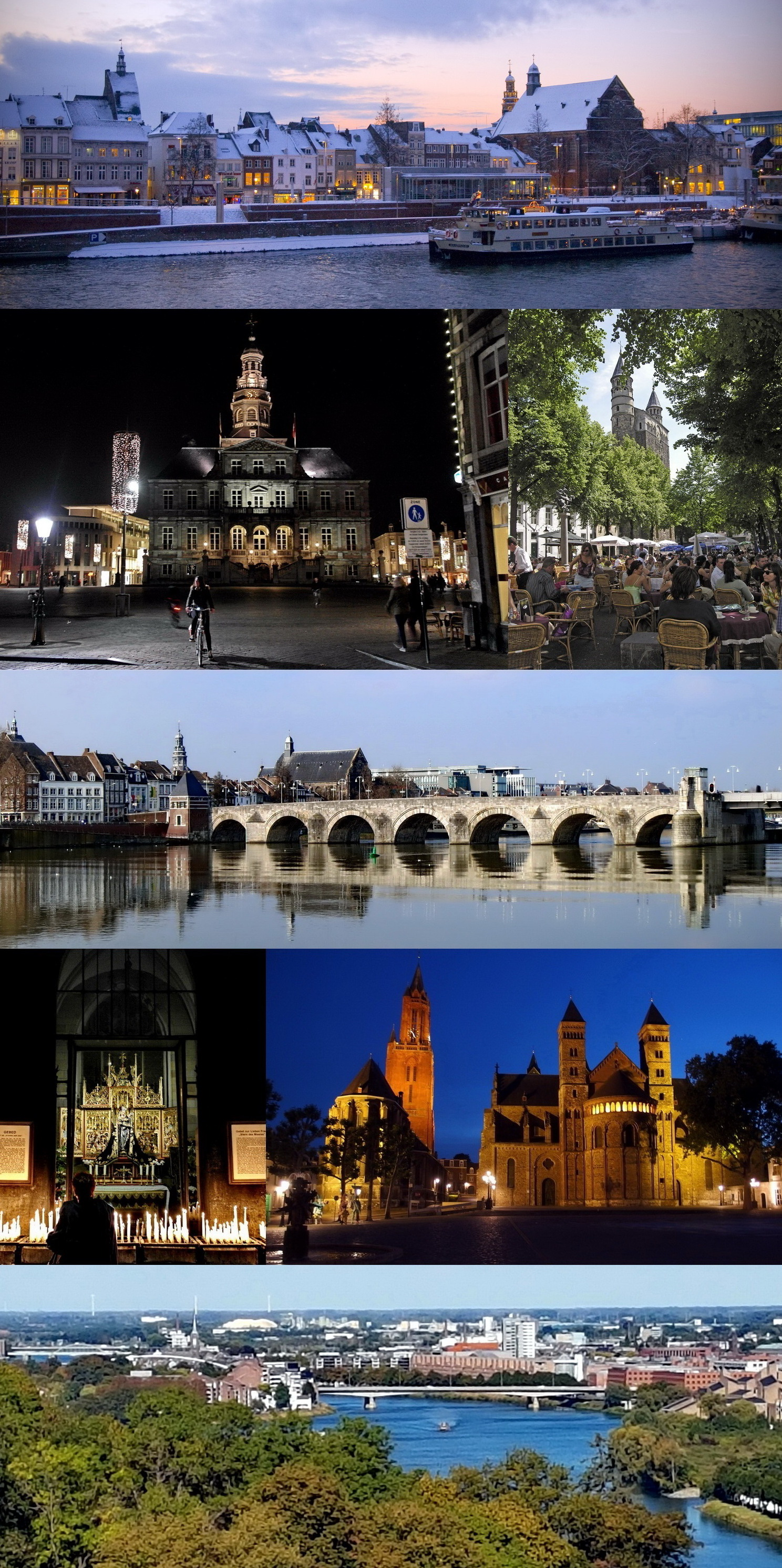
Maastrichts gamla stad vid floden Maas

Maastricht (nederländska [maːˈstɾɪxt]) är Nederländernas äldsta stad, grundlagd redan på romartiden. Den har fått sitt namn efter det latinska uttrycket för ”övergång av Maas” – Mosae Traiectum – Maas Tricht. Detta var benämningen på den bro över floden, som byggdes på kejsar Augustus tid. 
Maastricht blev biskopssäte på 300-talet. Från 1200-talet administrerades Maastricht av hertigen av Brabant och furstbiskopen av Liège men kom under 1600-talet under Nederländernas inflytande. 1815 blev staden en integrerad del av Nederländerna. 1579 erövrades och plundrades Maastricht av spanjorerna, återtogs 1632 av Fredrik Henrik av Oranien. Maastricht besattes av fransmännen bland annat 1673, 1748 och 1793.
Rester av den medeltida stadsmuren finns ännu kvar. Stadshuset härstammar från 1400-talet, rådhuset från slutet av 1600-talet. Bland andra byggnader märks Sankt Servatiusdomen, Nederländernas äldsta katedral, med en intressant krypta. Kyrkan blev ombyggd i gotik under högmedeltiden. Andra kyrkor är den romanska Vårfrukyrkan och Johanneskyrkan i gotisk stil och med ett högt torn.
Staden ligger där floden Jeker flyter in i Maas i Nederländernas allra sydligaste del mellan Belgien och Tyskland och den har cirka 120 000 invånare (2006).
Maastricht är huvudstad i den nederländska provinsen Limburg. Staden har sedan 1976 ett eget universitet, Universiteit Maastricht, som är ett av landets yngsta.
I Maastricht undertecknade Europeiska gemenskapernas stats- och regeringschefer Maastrichtfördraget, som ledde till bildandet av Europeiska unionen den 1 november 1993 och införandet av euron den 1 januari 1999.